# Wikarówka na Wawelu
Wikarówka, zwana również Domem kapitulnym po Koniecpolskim lub Domem wikariuszy zamkowych – budynek nr 3 na wzgórzu wawelskim w Krakowie. Mieści się na zachód od katedry wawelskiej.

## Historia
Budynek był własnością królewską do 1441 r. gdy król Władysław III Warneńczyk ofiarował go kanclerzowi wielkiemu koronnemu Janowi Taszce Koniecpolskiemu. Po jego śmierci, wdowa po nim Dorota z Sienna i ich syn Jakub Koniecpolski przekazali budynek Kapitule Krakowskiej. Pierwotnie budynek zbudowany w stylu gotyckim został staraniem kanonika krakowskiego Piotra Sienickiego wzbogacony o elementy renesansowe po 1522 roku, gdy dodano nowe obramienia okienne autorstwa być może Kaspra Simona. Rozbudowano go w 2. połowie XVI wieku. W 1825 roku zburzono budynek przylegający do Wikarówki od północy. W 1 ćw. XIX wieku dodano pięterko mansardowe od południa. W 1889 roku Wikarówkę nadbudowano o jedno piętro wg projektu architekta Antoniego Siedeka zasłaniając przy tym dolną część gotyckiego szczytu z blendami powstałego jeszcze w średniowieczu. Po 1958 roku dr inż. arch. Stefan Walczy opracował pod kierunkiem Dyrektora Kierownictwa Odnowienia Wawelu prof. Alfreda Majewskiego projekt usunięcie zniekształceń z 1889 roku dokonanych w bryle Wikarówki, który to jednak projekt nie został zrealizowany.
Obecnie budynek wykorzystywany jest na kancelarię parafialną, a także mieszkania kleru katedralnego.

## Architektura
Wikarówka jest trójkondygnacyjną budowlą z dziedzińcem wewnętrznym. Od północy znajduje się wieżyczka z klatką schodową, która została dobudowana podczas eklektycznej przebudowy budynku w 1889 roku. Z tego okresu pochodzi również drugie piętro oraz pewne elementy neorenesansowe. Z 1. połowy XVI wieku pochodzi nadwieszony na kroksztynach renesansowy wykusz na pierwszym piętrze, który udekorowany jest herbem Belina. Siedem wczesnorenesansowych kamiennych obramień okiennych pochodzi z 1 poł. XVI wieku, a pięć obramień z 2. poł. XVI wieku. Od podwórza zachował się gotycki portal fazowany, kolejne dwa półkoliste fazowane portale z pocz. XVI wieku znajdują się w piwnicy. Przypuszczalnie pod tynkiem zachowały się fragmenty gotyckich ceglanych murów. Piwnice częściowo sklepione kolebkowo.

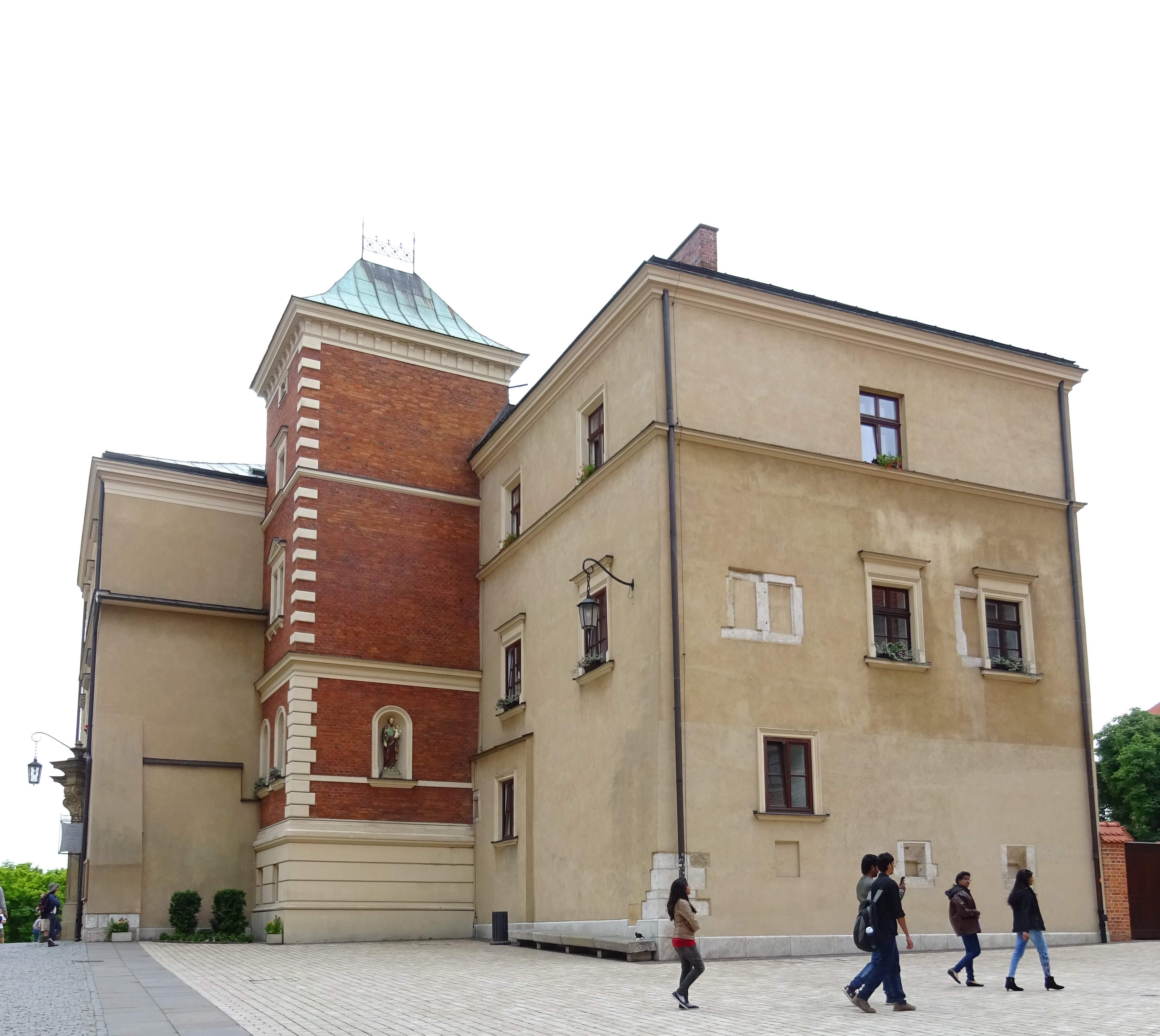
Widok Wikarówki od strony północnej (Bramy Wazów)
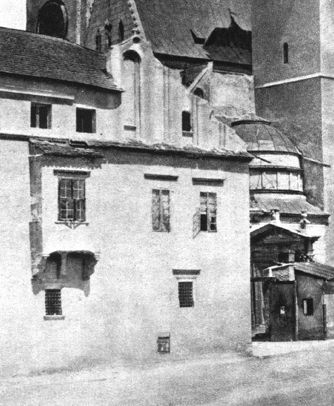
Wikarówka na fotografii wykonanej przez Ignacego Kriegera pomiędzy latami 1875-1889. Widoczny jest fragment gotyckiego szczytu